# Six Jours de Winnipeg
Les Six Jours de Winnipeg sont une course cycliste de six jours disputée à Winnipeg, au Canada. Une seule édition a eu lieu en 1948.

## Palmarès
| Année | Vainqueur                  | Deuxième                   | Troisième                          |
| ----- | -------------------------- | -------------------------- | ---------------------------------- |
| 1948  | Charles Bergna Cecil Yates | Emile Ignat Henri Surbatis | Francis Grauss Marcel Guimbretière |